# Alfrēds Kampe
Alfrēds Voldemārs Kampe (* 10. Januarjul. / 23. Januar 1912greg. in Riga; † 22. Oktober 1956) war ein lettischer Eishockey-, Basketball- und Fußballspieler.

## Karriere und Leben
Alfrēds Kampe wurde im Jahr 1912 in Riga in die Familie von Kārlis Kampe und seiner Frau Kristīne (geb. Tillere) geboren. Er besuchte in seiner Geburtsstadt das 2. Rigaer Stadtgymnasium. Nach Ableistung seines Wehrdienstes in der lettischen Armee arbeitete Kampe bei der Postsparkasse. Kampe wurde von den Behörden der Sowjetunion verhaftet und kehrte 1947 nach Lettland zurück. Nach seiner Inhaftierung arbeitete Kampe in der Fischerei. Er war verheiratet und hatte zwei Kinder.
Kampe war als Fußballspieler von 1930 bis 1937 für den LSB Riga aktiv, davon drei Spielzeiten in der Virslīga.
Als Eishockeyspieler war Kampe ebenfalls für den LSB Riga aktiv. Insgesamt absolvierte er sieben Saisons für die Mannschaft. Er galt als einer der besten Stürmer im LSB-Eishockeyteam. In der Saison 1941/42 spielte Kampe eine Saison in Daugavpils. Er wurde hauptsächlich als Stürmer eingesetzt, spielte aber auch als Verteidiger. Bei der Weltmeisterschaft 1939 war Kampe Ersatzspieler der lettischen Nationalmannschaft, nahm jedoch nicht am Turnier teil.
Beim LSB Riga spielte Kampe auch in der Basketballmannschaft. Kampe kam für die lettische Nationalmannschaft zu einem Länderspiel gegen England bei einem internationalen Turnier in Berlin im Jahr 1938. Beim 53 zu 23 Sieg der Letten erzielte Kampe zwei Punkte.